# Heike Warmuth
Heike Warmuth (* 5. November 1979 in Potsdam-Babelsberg, DDR) ist eine deutsche Schauspielerin und Hörbuchsprecherin.

## Leben
Nach Tätigkeiten als Statistin am Hans-Otto-Theater in Potsdam und Mitglied der Jugendtheaterclubs P14-Volksbühne und HOT-Jugendclub entschied sie sich nach ihrem Abitur Schauspielerin zu werden. Ihr Studium absolvierte sie dann an der Hochschule für Schauspielkunst „Ernst Busch“ Berlin (1999–2003). Direkt im Anschluss holte Katharina Thalbach sie für die Rolle der „Julia“ ans Maxim-Gorki-Theater, wo sie zwei Jahre fest engagiert war. In dieser Zeit arbeitete sie unter anderem mit Alexander Lang, Armin Petras, Adriana Altaras, Marlon Metzen, Peter Kastenmüller und Volker Hesse.
Seit 2005 lebt und arbeitet Heike Warmuth als freie Schauspielerin in Berlin. Als Film- und Fernsehschauspielerin konnte man sie unter anderem in Die Kirschenkönigin von Rainer Kaufmann, Baal (Uwe Janson), Effi Briest (Hermine Huntgeburth), Das wilde Leben (Achim Bornhak) und Monogamie für Anfänger (Marc Malze) sehen. Von 2016 bis Dezember 2018 spielte Warmuth in der RTL-Seifenoper Alles was zählt die Rolle der Carmen Bauer, die Halbschwester der Rolle Simone Steinkamp (gespielt von Tatjana Clasing) und die Mutter von Michelle Bauer (gespielt von Franziska Benz).

## Filmografie (Auswahl)
- 2004: Baal (Fernsehfilm)
- 2004: Die Kirschenkönigin (Fernseh-Dreiteiler)
- 2006: Unter den Linden – Das Haus Gravenhorst (Fernsehserie, 3 Folgen)
- 2007: Notruf Hafenkante (Fernsehserie, Folge 2x02)
- 2007: Das wilde Leben
- 2007, 2012, 2019: In aller Freundschaft (Fernsehserie, 3 Folgen)
- 2008, 2014: SOKO Leipzig (Fernsehserie, 2 Folgen)
- 2008: Mord mit Aussicht (Fernsehserie, Folge 1x04)
- 2008: Monogamie für Anfänger (Fernsehfilm)
- 2009: Die Ex bin ich
- 2009: Effi Briest
- 2009: Whisky mit Wodka
- 2009: Rosamunde Pilcher – Wiedersehen in Rose Abbey (Fernsehfilm)
- 2011: Danni Lowinski (Fernsehserie, Folge 2x08)
- 2012: Alarm für Cobra 11 – Die Autobahnpolizei (Fernsehserie, Folge 31x05)
- 2013: Der Minister (Fernsehfilm)
- 2014: Die Pfefferkörner (Fernsehserie, Folge 11x12)
- 2016: SOKO Leipzig – Beste Freundin (Fernsehserie)
- 2016–2018: Alles was zählt als Carmen Bauer

## Hörbücher (Auswahl)
- 2022: Romy Hausmann: True Crime – Der Abgrund in dir, Hörbuch Hamburg
- 2023: Terézia Mora: Muna oder Die Hälfte des Lebens, Random House Audio
- 2023: Katrin Burseg: Adas Fest, der Audio Verlag (mit  Elisabeth Günther, Sandrine Mittelstädt, Jördis Triebel und Walter Kreye (Schauspieler))
- 2024: Alia Trabucco Zerán: Mein Name ist Estela, Argon Verlag